# Tubarama iriomotejimana
Tubarama iriomotejimana is een rechtvleugelig insect uit de familie Mogoplistidae. De wetenschappelijke naam van deze soort is voor het eerst geldig gepubliceerd in 1985 door Yamasaki.